# Góry Wardeniskie
Góry Wardeniskie (azer. Vardenis silsiləsi, orm. Վարդենիսի լեռնաշղթա, trl.: Vardenisi lerrnashght'a, trb.: Wardenisi lernaszychta) – pasmo górskie w Armenii i Azerbejdżanie. Rozciąga się na długości ok. 60 km i zamyka od południa Kotlinę Sewańską. Najwyższy szczyt Wardenis wznosi się 3522 m n.p.m. Pasmo jest zbudowane głównie z bazaltów i andezytów. Zbocza pokrywa step górski, a w wyższych partiach występują łąki alpejskie. Pod górami przebito w latach 1981-2003 tunel o długości 48,6 km, zasilający wodami rzeki Arpa jezioro Sewan.